# Hochgasser
Le Hochgasser est une montagne qui s’élève à 2 922 m d’altitude dans les Hohe Tauern, en Autriche.